# Delia diluta
Delia diluta är en tvåvingeart som först beskrevs av Stein 1916.  Delia diluta ingår i släktet Delia, och familjen blomsterflugor. Arten är reproducerande i Sverige.